# 國家警察干預組
國家警察干預組（法文：Groupes d'Intervention de la Police Nationale；英文：Group Intervention Police National；縮寫：GIPN）隸屬於法國國家警察，為其特種警察部隊之一，負責在法國海外領地範圍內執行反恐、拯救人質、拘捕高危險性疑犯、防暴、要員保護、押解及維持公共秩序等任務。
於2015年，地方警察所屬的國家警察干預組被併入搜索，支援，干預，威懾部隊（RAID）的區域分隊。2019年3月，位于法国海外领地的最后一批GIPN转变为RAID，标志着该名称的使用结束。

## 組織
國家警察干預組曾分佈於里爾、馬塞、雷恩、波爾多、里昂、尼斯及斯特拉斯堡7座城市，共約200名人員。

## 歷史
受到慕尼黑事件影響，法國國家警察干預組於1972年成立，最开始有15个大队，1985年被减少为7个，1993年后又扩张为9个。
從2013年起，大都會警區的國家警察干預組被搜索，支援，干預，威懾部隊（RAID）接管行動權，並最終於2015年被RAID分隊所取代。
2018年5月努美阿的GIPN转变为RAID，2019年3月皮特尔角和圣但尼的GIPN转变为RAID，国家警察干预组成为历史。

## 知名任務
- 2005年法國騷亂

## 类似组织
- 國家憲兵干預組